# 中村仲助 (7代目)
七代目中村 仲助（なかむら なかすけ、1991年〈平成3年〉9月2日 - ）は、日本の歌舞伎役者、屋号は中村屋。

## 略歴
1991年9月2日生まれ。屋号は中村屋。
2013年3月、国立劇場第20期歌舞伎俳優研修を修了する。同年4月に六代目中村勘九郎の元に入門し、同年5月の明治座『将軍江戸を去る』の彰義隊士ほかで「中村仲助」の名で初舞台。